# Mount Woodward (Südgeorgien)
Mount Woodward ist ein nach Angabe des UK Antarctic Place-Names Committee 773 m hoher Berg an der Nordküste Südgeorgiens. Er ragt 25 km östlich der Einfahrt zur Antarctic Bay auf.
Wissenschaftler des South Georgia Survey kartierten ihn der Vermessungskampagne Südgeorgiens zwischen 1951 und 1957. Das UK Antarctic Place-Names Committee benannte ihn 1958 nach Roswall Woodward aus New Haven, Connecticut, der 1790 Kapitän des ersten US-amerikanischen Robbenfängers in den Gewässern um Südgeorgien war.